# Butoni
El Butoni (Horta de València), Botoni (Safor) o Bataroni (Ribera), el Toni (Comtat), Butatoni (Camp de Morvedre), Batoni (Terra Alta) és una mena de monstre, esperit, dimoni, dimoni menor, fantasma o fantasma terrorífic, personatge habitual en el bestiari de l'imaginari valencià, que es dedica a fer malifetes, i fa por als xiquets menuts. En teoria, són uns éssers que apareixen quan els invoquen els grans, però de fet mai no acaben de fer-se visibles (sempre venen, però mai no arriben).
A l'edat mitjana, a València, es deia per acovardir els xiquets entremaliats, amb l'advertiment que si no es portaven bé, o ploraven de nit, o no dormien o no s'acabaven el dinar o el berenar, vindria el butoni i se'ls emportaria.
L'any 2014 el guionista Ricardo Vilbor i el dibuixant Paco Zarco crearen un còmic anomenat Butoni, basat en aquest personatge de la mitologia valenciana.
Un exemple històric de l'ús d'aquest mot com a element atemoridor és l'anomenada ronda del Butoni, nom popular del cos policial o patrulla de vigilància creada a València pel capità general Elío després de la Guerra del Francès per combatre els bandolers i coneguda pels brutals mètodes que emprava.
Existia un joc infantil anomenat el butoni.
Per similitud onomàstica i formal, es relaciona amb els mamutonis sards.

## Representació
Es tracta d'un personatge molt lleig representat de vegades amb dues cares i mans i peus amb urpes i que solia entrar pel badall o pel pany de la porta. Es deia que tenia una banya que s'il·luminava en la nit.

## Etimologia
Possiblement de la unió de bu i el nom propi de Toni.